# David Armengol
David Armengol (Barcelona, 1974) és un comissari independent català.
Membre de l'equip de gestió de Sant Andreu Contemporani – Concurs d'Arts Visuals Premi Miquel Casablancas 2012 i co-director, juntament amb Jordi Antas, de DAFO. Ha comissariat projectes expositius per a diferents espais a Barcelona, Terrassa, Lleida o Madrid i, la temporada 2012-2013, ha dut a terme el cicle Perplexitat a l'Espai 13 de la Fundació Joan Miró. El seu treball es desenvolupa en dues línies principals: les estratègies de recepció i educació en art i una anàlisi curatorial centrada en la revisió de la figura de l'artista i la seva funcionalitat envers la societat.
El projecte P_O_4 Oficina va guanyar el Premi LAUS per la Identitat Corporativa i va ser seleccionat per al Premi LAUS d'elements coordinats. Com a educador ha coordinat projectes d'art contemporani al Museu d'Art Contemporani de Barcelona (MACBA), a Caixafòrum i al Centre d'Art Santa Mònica (CASM). Durant 2006 i 2007 forma part del departament educatiu del Centre d'Art Santa Mònica (CASM), i durant 2011 i 2012 coordina i dirigeix A*Study, curs especialitzat en art contemporani per a A*Desk – Instituto Independiente de Crítica y Arte Contemporáneo. El 2013 va esdevenir comissari de la Fabra i Coats.
El 2019 va comissariar el pavelló d'Uruguai a la Biennal d'Art de Venècia, on va presentar el treball del pintor Yamandú Canosa.